# Jan Steffen
Jan Andrzej Steffen (ur. 17 lipca 1936 w Poznaniu, zm. 10 sierpnia 2009 w Warszawie) – polski genetyk, onkolog i immunolog.

## Życiorys

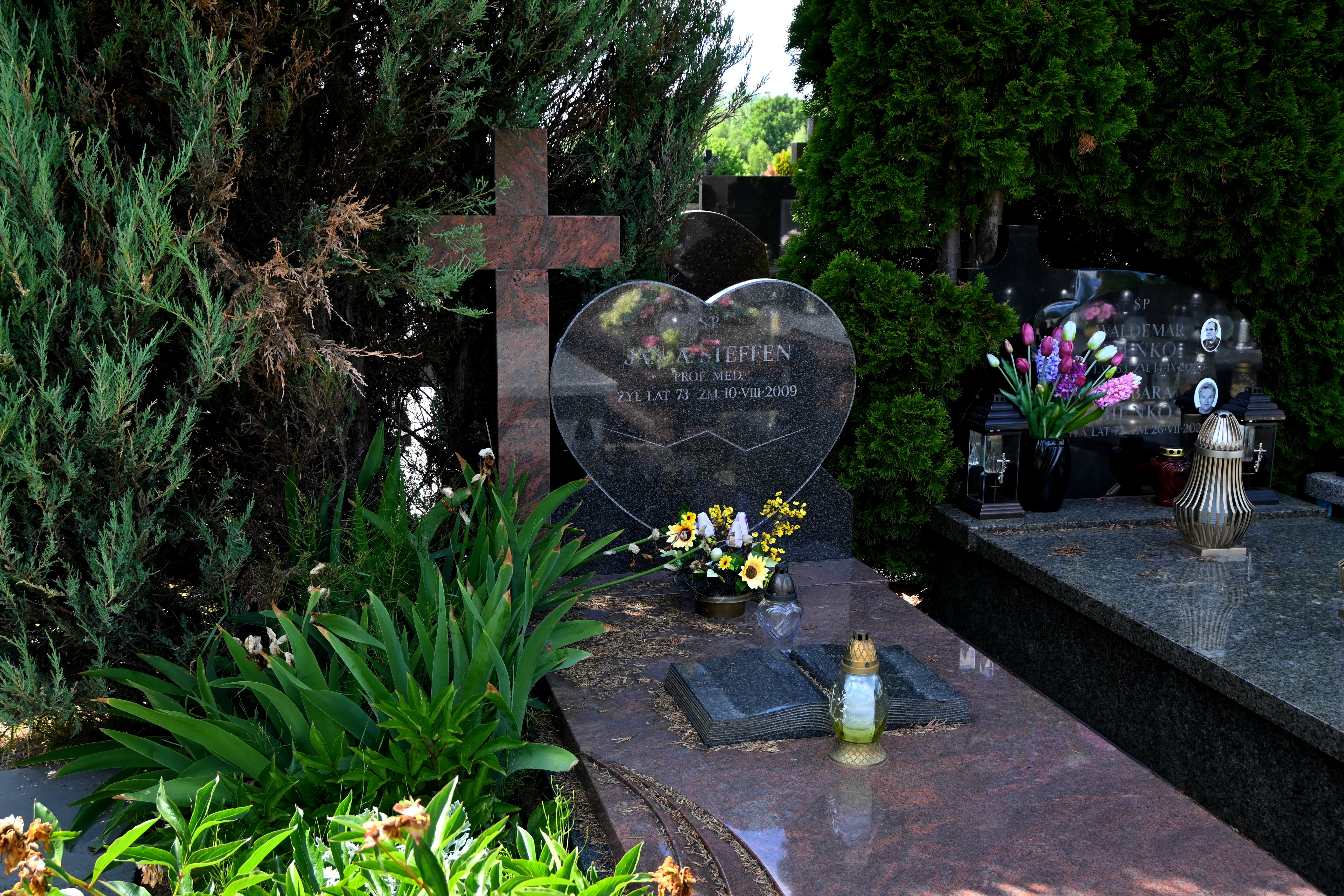
Grób prof. Jana Steffena na Cmentarzu w Pyrach

Urodził się w rodzinie Wiktora i Jadwigi z Licznerskich (1907–1990). Miał dwie starsze siostry – Marię i Izę. W 1948, w Poznaniu, ukończył szkołę podstawową i rozpoczął naukę w Państwowym Liceum im. Ignacego Paderewskiego. Maturę uzyskał w 1952. W 1958 ukończył studia na Wydziale Lekarskim Akademii Medycznej w Poznaniu i uzyskał dyplom lekarza „z odznaczeniem”. Po studiach rozpoczął pracę jako asystent w Katedrze Patologii Ogólnej i Doświadczalnej Akademii Medycznej w Poznaniu. W 1960 otrzymał stopień doktora na podstawie pracy pt. „Badania czynnościowe i oligopsyjne w ostrej niewydolności nerek wywołanej dożylnym wlewaniem octanu uranylu”. 
W okresie od października 1961 do października 1962, jako stypendysta Fundacji Rockefellera, przebywał na studiach w Denver (USA), gdzie w University of Colorado, Departament of Physics, pod kierunkiem prof. T. T. Pucka, pracował nad analizą cyklu życiowego na modelu komórek linii HeLa. Po powrocie z USA zorganizował pierwszą w Polsce pracownię cytogenetyczną. Rada Wydziału Lekarskiego Akademii Medycznej im. Karola Marcinkowskiego w Poznaniu 24 listopada 1965 nadała mu stopień doktora habilitowanego nauk medycznych na podstawie rozprawy pt. „Badania w hodowlach limfocytów stymulowanych fazeoliną”.
W 1969 przeniósł się do Warszawy i podjął pracę w Zakładzie Radiobiologii Instytutu Onkologii w Warszawie, gdzie od 1974 kierował Zakładem Immunologii, w latach 1976–1985 był zastępcą dyrektora ds. organizacji i koordynacji prac badawczych, a w latach 1985–1991 - dyrektorem. W 1976 otrzymał tytuł profesora medycyny.
W 1986 został wybrany na członka korespondenta Polskiej Akademii Nauk, w 2002 na członka rzeczywistego Wydziału VI PAN. W latach 1986–1990 kierował Centralnym Programem Badawczo-Rozwojowym „Zwalczanie Chorób Nowotworowych”.
Przedmiotem badań naukowych były nefrologia i onkologia doświadczalna. Był członkiem zespołu lekarskiego, który przeprowadził pierwsze w Polsce zabiegi hemodializy pozaustrojowej. Jego prace dotyczyły lokalizacji transportu elektrolitów kwasu moczowego i aminokwasów w nefronach. Prowadził badania nad cyklem proliferacyjnym promieniowrażliwością komórek. Stosował metody analizy cytogenetycznej w praktyce klinicznej. Opracował podręcznik genetyki dla studentów medycyny (Wstęp do Genetyki Człowieka, Poznań, Akademia Medyczna, 1965). 
Był członkiem honorowym Polskiego Towarzystwa Onkologicznego, Polskiego Towarzystwa Onkologii Klinicznej, Polskiego Towarzystwa Ginekologii Klinicznej oraz Radiotherapy Club.
W grudniu 1978 ożenił się z Alicją Patey-Grabowską, poetką.
Zmarł w Warszawie, pochowany 18 sierpnia 2009 na cmentarzu parafialnym w Pyrach.

## Ordery i odznaczenia
- Krzyż Komandorski Orderu Odrodzenia Polski (2002)[3]
- Krzyż Kawalerski Orderu Odrodzenia Polski
- Złoty Krzyż Zasługi
- Odznaka „Za zasługi dla Miasta Łodzi” (1988)
- Złota Honorowa Odznaka Fundacji „Promocja Zdrowia” (2005)[4]

Źródło:.

## Nagrody i wyróżnienia

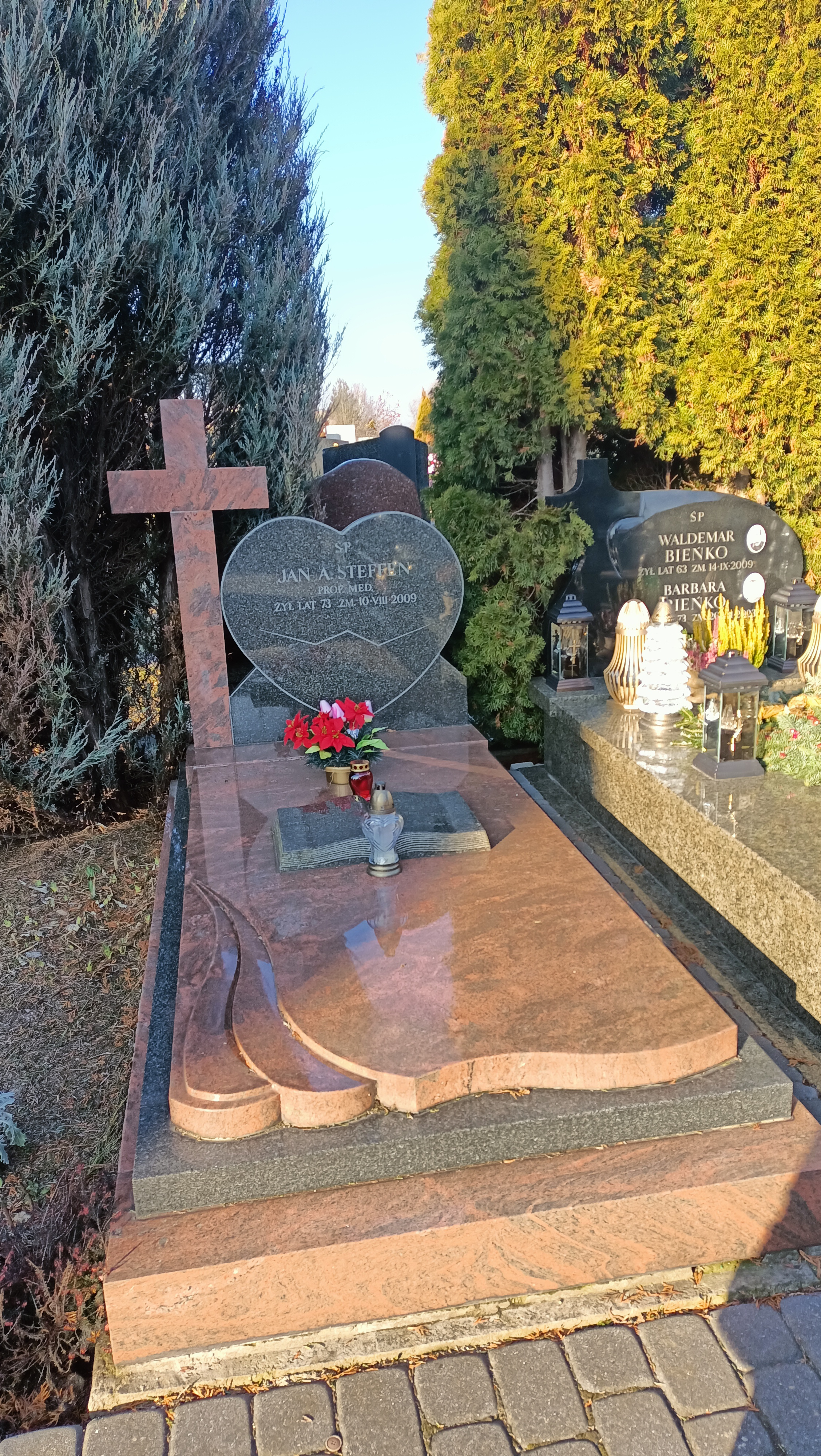
Grób Jana Andrzeja Steffena na Cmentarzu w Pyrach

- Nagroda i Medal Akademii Medycznej w Poznaniu (1958)
- Nagroda Rady Naukowej przy Ministrze Zdrowia (1963, 1980, 1982, 1983)
- Nagroda Młodych Miasta Poznania (1965)
- Nagroda Pełnomocnika Rządu ds. Pokojowego Wykorzystania Energii Jądrowej (1965)
- Nagroda Wydziału Nauk Medycznych PAN (1966)
- Nagroda Sekretarza Naukowego PAN (1974)
- Nagroda Resortowa MZiOS I stopnia (1985)
- Złoty medal I Kongresu Federacji Polskich Towarzystw Onkologicznych za wybitne zasługi dla rozwoju onkologii w Polsce (2002)
- członek Honorowego Komitetu Rozwoju Centrum Onkologii Ziemi Lubelskiej im. św. Jana Z Dukli (od 13 listopada 2007)[5]
- Dyplom Polskiego Towarzystwa Nefrologicznego: „Zasłużony dla Polskiej Nefrologii” (2008)

Źródło:.